# ان۴۰۰ (علوم اعصاب)
ان۴۰۰ (انگلیسی: N400)یکی از مولفه‌های شناختی است که با تأخیری در حدود ۴۰۰ میلی ثانیه پس از تحریک بر روی سیگنال نوار مغزی فرد ظاهر می‌شود.
N400 معمولاً توسط مغز و در واکنش به کلمات (تصویری یا شنیداری) یا سایر مفاهیم معنا دار همچون تصاویر، علامت‌های اشاره، صداهای محیطی آشنا و معنا دار و .. پدید می‌آید.
یکی از آزمایش‌های معمول برای مطالعه N400 نشان دادن تعدادی کلمه به صورت لیست یا جمله بر روی نمایشگر به عنوان یک محرک تصویری است.